# Venarey-les-Laumes
 Venarey-les-Laumes  es una población y comuna francesa, en la región de Borgoña, departamento de Côte-d'Or, en el distrito de Montbard y cantón de Venarey-les-Laumes.

## Demografía
| 3294 | 3463 | 3347 | 3450 | 3544 | 3274 |
| Para los censos de 1962 a 1999 la población legal corresponde a la población sin duplicidades (Fuente: INSEE [Consultar]) |      |      |      |      |      |